# Twierdzenie Zeckendorfa
Twierdzenie Zeckendorfa (od nazwiska belgijskiego lekarza Edouarda Zeckendorfa) – twierdzenie o reprezentacji liczb całkowitych jako sum liczb Fibonacciego.
Twierdzenie Zeckendorfa mówi, że każda dodatnia liczba całkowita może być przedstawiona jednoznacznie jako suma jednej lub więcej różnych liczb Fibonacciego w taki sposób, że owa suma nie zawiera żadnych dwóch kolejnych liczb Fibonacciego.
Czyli, jeżeli {\displaystyle N} jest dowolną dodatnią liczbą całkowitą, istnieją takie liczby całkowite {\displaystyle c_{i}\geqslant 2} spełniające {\displaystyle c_{i+1}>c_{i}+1,} że:
{\displaystyle N=\sum _{i=0}^{k}F_{c_{i}},}
gdzie {\displaystyle F_{n}} jest n-tą liczbą Fibonacciego. Taką sumę nazywamy reprezentacją Zeckendorfa liczby {\displaystyle N.}
Na przykład reprezentacja Zeckendorfa dla liczby 100 to:
100 = 89 + 8 + 3.
Są także inne sposoby przedstawienia liczby 100 jako sumy liczb Fibonacciego, na przykład:
100 = 89 + 8 + 2 + 1,
100 = 55 + 34 + 8 + 3.
ale nie są one reprezentacjami Zeckendorfa, gdyż 1 i 2 są kolejnymi liczbami Fibonacciego, podobnie jak 34 i 55.
Dla każdej dodatniej liczby całkowitej reprezentacja, która spełnia warunki twierdzenia Zeckendorfa, może być znaleziona poprzez użycie algorytmu zachłannego, poprzez wybór największej możliwej liczby Fibonacciego przy każdym kroku.